# Schwedenschanze (Kelsterbach)
Die sogenannte Schwedenschanze ist der Überrest einer mittelalterlichen Ringwallanlage in der Stadt Kelsterbach bei 100 m ü. NN im Süden des deutschen Bundeslandes Hessen. Der Wall liegt am oberen Rand der Kelsterbacher Terrasse, einer acht Kilometer langen und bis zu 17 Meter hohen Geländestufe eiszeitlichen Ursprungs. Das Gebiet mit der Schwedenschanze liegt heute etwa 850 Meter nördlich des Kelsterbacher Stadtkerns, am Rand der Kirschenallee, gegenüber der Einmündung der Straße An der Schwedenschanze, westlich neben dem Gelände des städtischen Schwimmbades.

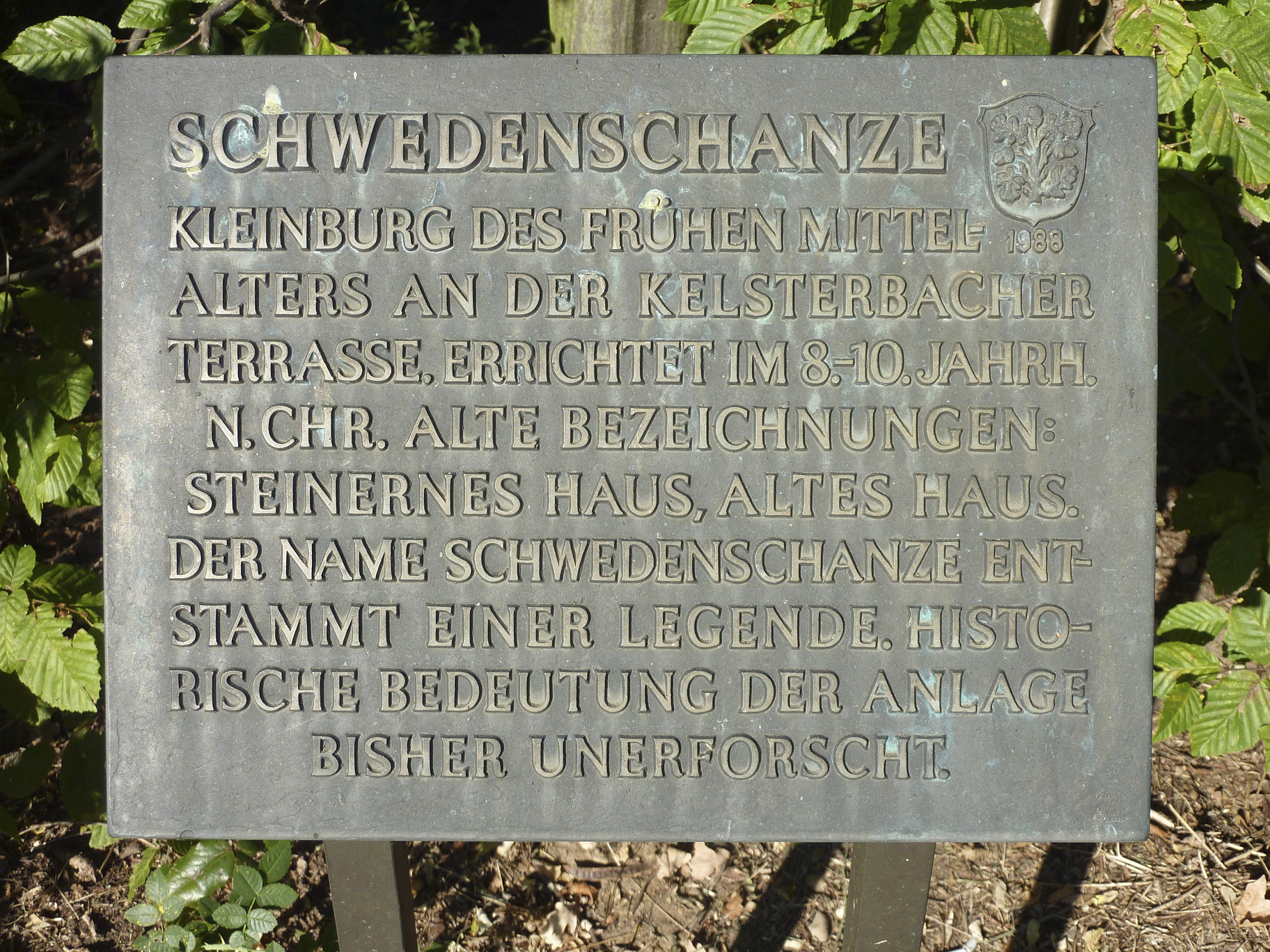
Plakette der Stadt Kelsterbach an der Schwedenschanze

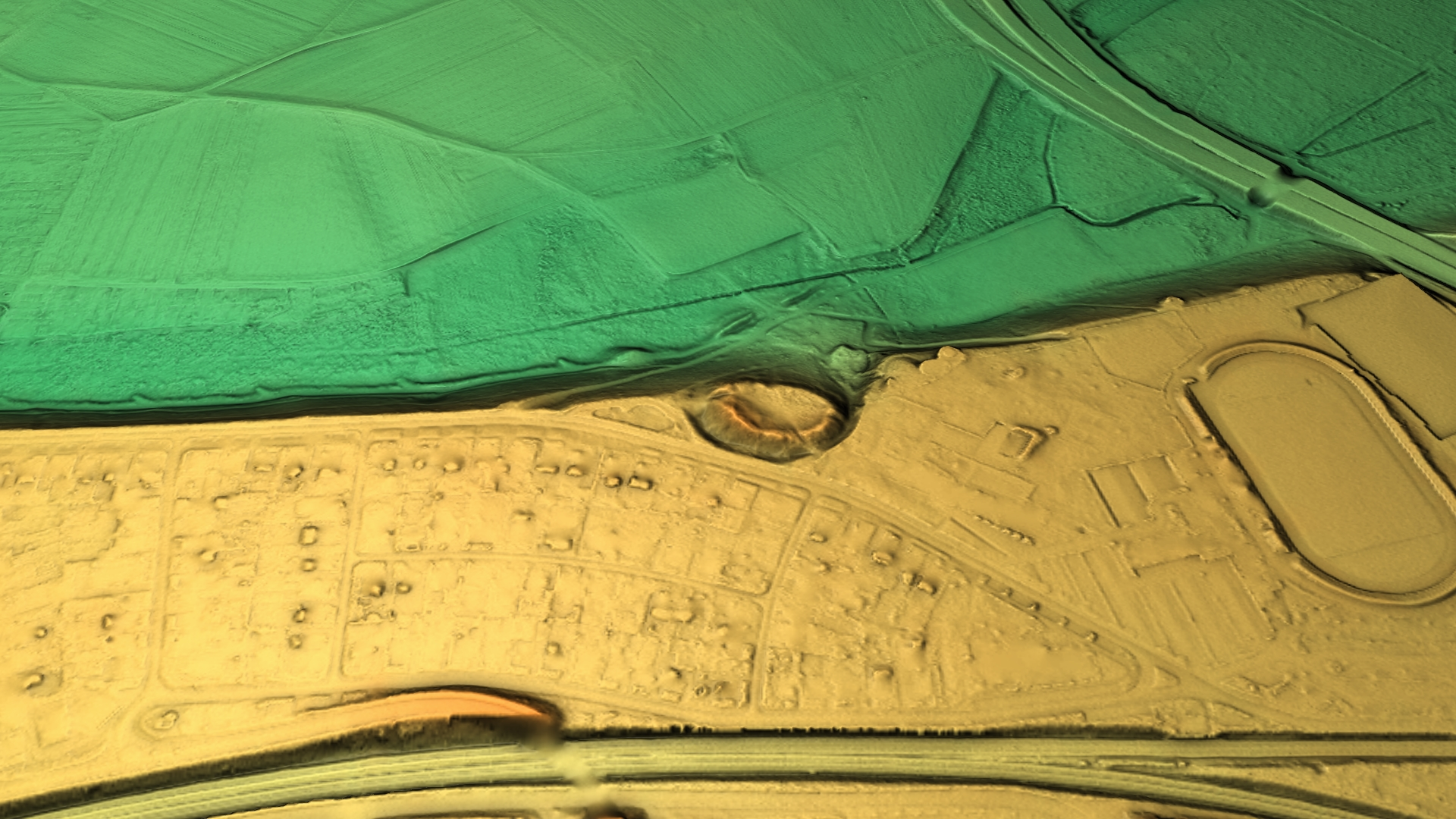
Digitales Reliefbild der Kelsterbacher Terrasse

Fälschlicherweise wurde oft angenommen, dass im Dreißigjährigen Krieg unter dem Schwedenkönig Gustav Adolf von hier aus das Kelsterbacher Schloss, die Wolfenburg beschossen wurde – daher der Name. Bei der Schwedenschanze handelt es sich jedoch um die Überreste einer vermutlich zwischen dem 8. und 10. Jahrhundert errichteten frühmittelalterlichen Befestigungsanlage, die mit einer Umwehrung versehen war und als Fliehburg genutzt wurde. Für die Anlage sind die Bezeichnungen „Steinernes Haus“ und „Altes Haus“ überliefert, urkundliche Überlieferungen liegen nicht vor.
Der ovale Befestigungsring der Schwedenschanze misst von Wallkrone zu Wallkrone etwa 55 Meter auf 40 Meter, der Innenraum des Walls etwa 45 Meter auf 30 Meter. Umwehrung und Innenbauten waren vermutlich aus Holz. Der Zugang von Westen her wurde im Jahr 1860 künstlich angelegt, als der Innenraum für Gesang- und Turnfeste genutzt wurde.

## Denkmalschutz
Der Bereich der Wallanlage ist ein Bodendenkmal nach dem Hessischen Denkmalschutzgesetz. Nachforschungen und gezieltes Sammeln von Funden sind genehmigungspflichtig, Zufallsfunde sind an die Denkmalbehörden zu melden.